# Колпь (Владимирська область)
Колпь (рос. Колпь) — село у Гусь-Хрустальному районі Владимирської області Російської Федерації.
Входить до складу муніципального утворення Купреєвське сільське поселення. Населення становить 704 особи (2010).

## Історія
Село розташоване на землях фіно-угорського народу мещери.
Від 1929 року належить до Гусь-Хрустального району. Спочатку у складі Івановської промислової області, а від 19 серпня 1944 року — Владимирської області.
Згідно із законом від 25 травня 2005 року входить до складу муніципального утворення Купреєвське сільське поселення.

## Населення
| 1859 | 1897 | 1905 | 1926 | 2002 | 2010 |
| ---- | ---- | ---- | ---- | ---- | ---- |
| 368  | ↗523 | ↗555 | ↗931 | ↘674 | ↗704 |